# Nijni Ouïmon
Altıgı-Oymon
Nijni Ouïmon (en russe : Нижний Уймон), ou Altıgı-Oymon (en altaï méridional : Алтыгы-Оймон), est un village du raïon d'Oust-Koksa de la république de l'Altaï, en Russie sibérienne. Il fait partie de l'établissement rural de Tchendek, et sa population s'élevait à 116 habitants au recensement de 2021.

## Géographie
Le village de Nijni Ouïmon se situe dans la république de l'Altaï, une république de Sibérie méridionale, en Russie, qui fait partie du district fédéral sibérien. Le village fait partie du raïon d'Oust-Koksa, le raïon de la république le plus au sud-ouest, avec Oust-Koksa comme centre administratif.
Il fait partie de l'établissement rural de Tchendek, une municipalité, avec le village de Tchendek comme chef-lieu,.
Nijni Ouïmon, comme toute la république de l'Altaï, est située dans le fuseau horaire MSK+4 (heure de Krasnoïarsk). Le décalage horaire appliqué par rapport au temps universel coordonné est +07:00.

## Histoire
D'après liste des lieux peuplés du kraï de Sibérie de 1928, le village a été fondé en 1826.

## Démographie
Recensements (*) et estimations de la population,,,
:
| 2002* | 2010* | 2012 | 2013 |
| ----- | ----- | ---- | ---- |
| 198   | 184   | 185  | 185  |

| 2014 | 2015 | 2016 | 2021* |
| ---- | ---- | ---- | ----- |
| 178  | 171  | 165  | 116   |

Concernant les ethnies, en 2002, sur les 198 habitants, il y avait 91 % de Russes,,,
.